# Lumbricillus niger
Lumbricillus niger är en ringmaskart som beskrevs av Rowland Southern 1909. Lumbricillus niger ingår i släktet Lumbricillus och familjen småringmaskar. Arten har ej påträffats i Sverige. Inga underarter finns listade i Catalogue of Life.